# Pere Ballester i Pons
Pere Ballester i Pons (Maó, 13 de maig de 1856 - 4 d'octubre de 1946) va ser un advocat i sociòleg estudiós de la societat i la cultura menorquines.

## Biografia
Fill de l'advocat Ramon Ballester i d'Isabel Pons, una família lligada al moviment cultural de la ciutat. Inicialment estudià al seminari de Menorca però, després, cursà Dret a la Universitat de Barcelona i es llicencià, el 1880. De retorn a Menorca, esdevingué un reconegut advocat. Persona profundament humanista i preocupada per la problemàtica social, fou un dels fundadors de l'Ateneu de Maó. A mesura que a partir de 1880 es reorganitzà el republicanisme a Maó, s'integrà al partit republicà federal. El qual assolí, tres anys després, el govern de l'ajuntament de la ciutat. Ballester fou cap del partit a Menorca i regidor del consistori maonès.
Propugnà la defensa del municipalisme enfront de posicions autonomistes per a les Illes i la defensa d'un règim propi per a Menorca. No deixà de vindicar la petició de què Menorca fos un port franc per fonamentar l'economia illenca.
Des de la Revista de Menorca, editada a partir de 1906 pel mateix l'Ateneu, contribuí amb més de quaranta articles al coneixement i la divulgació de temes socials, jurídics i antropològics.
Pel que fa a la llengua gradualment evolucionà fins als seixanta anys en què incitat per Joan Mir i Mir començà a emprar el català a les seves publicacions.
El mateix ens llegà una autobiografia al seu extens article «Marcha fúnebre». Va morir a Maó, el 4 d'octubre de 1946, a 90 anys.

## Obra

### Dret
Col·laborà en revistes jurídiques com la Revista General de Legislaciación y Jurisprudencia, de Madrid, o la Revista Jurídica de Catalunya, especialment pel que fa a dret foral.
En el camp jurídic feu una rellevant contribució amb els seus estudis sobre Las instituciones forales de Menorca (1899) i sobre Dret Foral (1918).
Des de l'esmentada Revista de Menorca es dedicà a la divulgació del dret així com, també, a les pàgines del diari La Voz de Menorca, portaveu del republicanisme menorquí.

### Antropologia
S'interessà vivament per a l'antropologia i el folklore a causa d'elaborar la resposta a una enquesta de l'Ateneo de Madrid, de 1901, sobre pràctiques i creences socials, basat en el cicle vital (naixement, matrimoni i mort).
El treball remès el 1902, fou publicat per Ballester a Maó, el 1905, sota el títol de Costumbres populares de Menorca. Treball que es considera com la primera aportació sistematitzada de l'etnografia menorquina. Ballester hi reporta no sols una visió retrospectiva de costums que es van perdent, sinó que descriu la realitat que l'envolta i, fins i tot, si s'escau, criticar-ne l'endarreriment.
Els seus treballs "Costums i tractes referents al bestiar" i "Pesca marítima. Costums i tractes" (publicats a la Revista de Menorca el 1919 i 1919 respectivament), apleguen la seva contribució a l'Arxiu d'Etnografia i Folklore de Catalunya, que havia creat Tomàs Carreras Artau a la Universitat de Barcelona el 1915.
Allà aplegà els seus coneixements jurídics i la seva condició de propietari rural i, també, els estudis sobre els peixos del mar menorquí sumats a les dades que aplegà directament dels pescadors maonesos. Aquests treballs, més les Costumbres populares de Menorca adreçades a l'Ateneo de Madrid, han estat reeditats conjuntament, el 1986, en la publicació Estudis d'Antropologia de Menorca. Aquests estudis l'inclinaren a emprar el menorquí en els seus escrits, especialment a la Revista de Menorca.

### Cuina
La seva obra més rellevant, De re cibaria, va arribar a les onze edicions el 1995. El seu títol és una picada d'ullet a l'humanista Jean-Baptiste Bruyerin i al seu llibre publicat a Lió el 1560. De re cibaria. Cocina, repostería y pastelería menorquinas recull receptes de cuina popular menorquina associades a tradicions i costums de la societat illenca. És una mirada des de l'erudició, l'antropologia i la cultura a la gastronomia tradicional. Que el seu autor descriu com una obra d'etnografia i de folklore.
Es publicà el 1923. El text és editat de forma bilingüe. Escrit en castellà, les receptes, en canvi, són reproduïdes en menorquí. Fet que converteix el llibre en un notable i fresc aplec de dialectalismes propis de Menorca.

### Educació
Pensava que l'educació formal i l'educació social eren la base d'una reforma i transformació vers una societat més justa, culta i desenvolupada econòmicament. La seva implicació en el moviment ateneístic, la seva notable activitat com a conferenciant en entitats diverses i especialment obreres o la seva activa participació en l'Extensió Universitària en són una bona mostra. També es preocupà vivament per l'educació de la infància en l'àmbit familiar. Basant-se en les propostes de la pedagogia naturalista, el positivisme evolucionista i, especialment, en Herbert Spencer donarà una sèrie de conferències a l'Ateneu de Maó sobre educació familiar. Les quals sota el títol de Lletres a una mare maonesa. De psicologia i folklore, foren publicades a la Revista de Menorca durant 1921 i, posteriorment, editades en forma de llibre.
Aquestes Lletres són un tractat de pedagogia familiar i s'ocupen de la funció educativa que poden tenir elements com les rondalles populars; la importància d'afavorir el joc infantil amb totes les possibilitats de formació intel·lectual i física que aquest pot tenir; la necessitat de seleccionar adequadament els espectacles als quals han d'assistir els infants; les recomanacions higièniques i de neteja; la manera com s'han de tractar els adolescents entre altres admonicions.

## Publicacions
- Las instituciones forales de Menorca. Maó: B. Fàbregues, 1899.
- Costumbres populares de Menorca; contestación al Cuestionario de la Sección de Ciencias Morales y Políticas del Ateneo de Madrid. Maó: B. Fàbregues. 1905.
- Dret Foral. Revista de Menorca, [en línia], 1918, Vol. 17, p. 41-46, {{format ref}} https://www.raco.cat/index.php/RdM/article/view/345541 [Consulta: 25-10-2020].
- Pesca marítima. Costums i tractes més usuals a Menorca. Maó : Sintes Rotger, 1919.
- Se Qüestió des treball a Menorca: conferència(...) en es Centre de cultura de se Federació Obrera de Menorca; L'Esdevenidor des treball a Menorca. Barcelona: Domingo Casanovas, 1920.
- Gloses i altres treballs en vers. Maó: Sintes Rotger, 1924.
- Estudis d'antropologia de Menorca. Maó: Consell Insular de Menorca, 1986. Introducció de Tomàs Vidal Bendito.
- Lletres a una mare maonesa. De psicologia i folklore. Maó: Sintes Roger, 1921. Edició de. Maó: Institut Menorquí d'Estudis, 2005. amb un "estudi introductori de Xavier Motilla i Bernat Sureda.
- El matrimonio cristiano y su aspecto económico. Maó: s.n., 1944.
- Obra en vers. Un poeta del folklore? Estudi introductori de Jaume Mascaró Pons. Edició a cura de Júlia Orfila i Josefina Salord. Menorca: Nura, 2004